# Острів завоювання (фільм, 1919)
Острів завоювання (англ. The Isle of Conquest) — американська драма режисера Едварда Хосе 1919 року.

## Сюжет
Молода жінка (Толмадж) виходить заміж за багатого негідника так, щоб її мати могла жити в розкоші. Відпочиваючи на його яхті, вона потрапляє в корабельну аварію і попадає на безлюдний острів з кочегаром (Стендінг). Там вони закохуються одне в одного, але рятуються якраз перед святкуванням їх одруження. Її чоловік пізніше вмирає, і закохані врешті-решт можуть одружитися.

## У ролях
- Норма Толмадж — Етель Гармон
- Віндем Стендінг — Джон Арнольд
- Чарльз К. Джеррард — Ван Сардем
- Гедда Гоппер — місис Гармон
- Наталі Толмадж — Дженіс Гармон
- Клер Вітні — Клер Вілсон
- Ґарет Г'юз — Джек Фрейзер
- Джозеф В. Смайлі — доктор Чейз
- Вільям Бейлі
- Мерсейт Есмонд